# Jan Bartram
Jan Lewis Bartram (Frederiksberg, 6 de março de 1962) é um ex-futebolista profissional dinamarquês, que atuava como meia.

## Carreira
Jan Bartram fez parte do elenco da Seleção Dinamarquesa de Futebol da Copa do Mundo de 1986 